# Heike monogatari

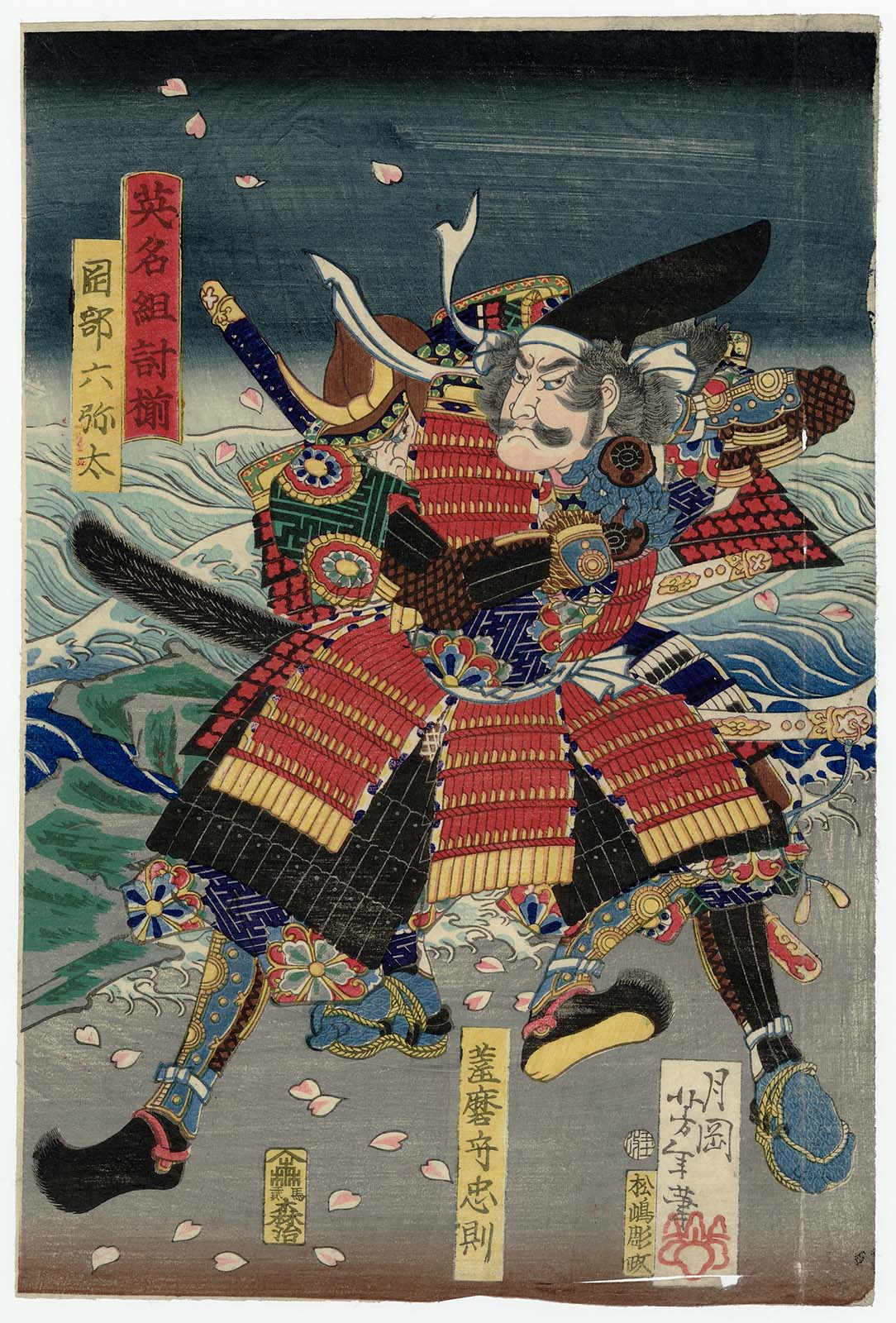
Taira no Tadanori az icsi-no-tani ütközetben.

A Heike monogatari (japánul: 平家物語 – Tairák története) a legfontosabb és legismertebb középkori japán háborús krónikák egyike, melynek irodalomtörténeti jelentősége a szigetország számára az európai kultúrtörténet Iliászához hasonlatos. A mű központi témája a Taira (Heike) és Minamoto (Genji) szamurájklán sorsa, a Taira család kezdeti felemelkedéstől és tündökléstől egészen az elkerülhetetlen bukásig. A történet a későbbi századok során nemcsak számtalan epikai, lírai és drámai műfaj alkotásainak alapjául szolgált (többek közt a XX. században Josikava Eidzsi (japánul: 吉川 英治) is feldolgozta egyik regényében), de a színházi (nódarabok, bunraku, kabuki), szépművészeti és más, modern médiumok feldolgozásában is megjelent.

## Keletkezés
A mű eredetéről mind a mai napig keveset tud a japán irodalmi kánon.
A XIII. század elején már létezhetett egy írásos alapmű, mely az addig szájhagyomány útján terjedő történeteket és a XII-XIII. század fordulója körül keletkezett szövegváltozatokat foglalta egybe.  Az így keletkezett költői prózát (heikjoku) hagyományosan a biva nevű hangszer kíséretében adták elő az úgynevezett biva hósik, akik szintén a maguk módján adták tovább, egészítették ki a történetet, amely így továbbra is szájhagyomány útján élt tovább.
Az első ismert szövegváltozatot Sinano tartomány egy korábbi kormányzójának, Jukinaga nevéhez köti az irodalomtörténet-írás. Az idővel elszegényedett férfi egy buddhista kolostorba menekült, ahol hátralévő életét a buddhista vallásnak, illetve az irodalomnak szentelhette.  Itt készítette el az első kanonikus kéziratot, amelyet aztán megtanított egy Sóbucu (japánul: 生仏) nevű vak szerzetesnek, aki saját tapasztalataival színesítve adta elő a történetet, elsőként 1220 körül.
A ma nyomtatásban megjelenő, normatív változat 1371-ből származik: egy Akasi Kakuicsi (japánul: 明石 覚一) nevű vak buddhista szerzetes, a legnagyobb biva hóshi diktálta le nem sokkal halála előtt egy tanítványának.  Ebből ered a mű egyik legjellegzetesebb vonása, azaz a buddhizmus mulandóságérzetének megjelenése.
| (japánul) 」祇園精舎の鐘の聲、 諸行無常の響あり。 娑羅雙樹の花の色、 盛者必衰のことわりをあらはす。 おごれる人も久しからず、 唯春の夜の夢のごとし。 たけき者も遂にほろびぬ、 偏に風の前の塵に同じ。 「 | (magyarul)„Gion harangjai azt zúgják, zengik, minden, mi emberi, örökre elmúlik. Tudja a shara-fa gyönyörű virága, minden, mi szép volt, lehullik a porba. Elmúlik dicsőség, büszkeség, hatalom, elszökken, elillan, mint tavaszi álom. Vitézek élete csak egy porszem volna? Forgószél felkapja, aztán elsodorja... ” |
| – Vihar Judit fordítása | |

## Szövegváltozatok
A kezdetben szájhagyomány útján terjedő történet kanonizálására két nagyobb periódusban került sor: az első, korai időszak Sóbucu szerzetes 1220 körüli megjelenésétől, egészen Akasi Kakuicsi 1371-es szövegváltozatáig, a kései szakasz pedig 1371-től egészen az Edo-korszakig (japánul: 江戸時代) tartott (1603-1868).
A fennmaradt változatok két nagyobb csoportba sorolhatóak: olvasásra szánt (jomihon) és előadásra szánt szövegváltozatok (kataribon).
- Enkjóbon/Engjóbon Heike monogatari: A legfontosabb olvasásra szánt, széles körökben a legrégibb létező szövegváltozatnak tekintett alapmű. Az 1419-1420-ban készült Daitókjú kinen Bunkozó nevű kópiában megtalálható egy második kolofon – ez jelzi, hogy ez egy 1309-1310-re datált kézirat másolata. Történészeti szempontból az Enkjóbon/Engjóbon szövegváltozat rendkívül gazdag és hiteles korképet fest az olvasó elé, hiszen ez a szövegváltozat bővelkedik a színi előadásban átadható anyagokban.[8]
- Kakuicsibon Heike monogatari: A legismertebb előadásra szánt szövegváltozat – a modern olvasók zöme ezzel a szövegváltozattal találkozik. Nagy gonddal szerkesztett változat – Kakuicsi 6 darab különböző kéziratnyi anyagot szerkesztett össze a ma ismert 12 tekercsnyi szöveghez. A Kakuicsibon jellegzetessége azonban a Kandzsó no maki című 13. fejezet, amely mintegy epilógusként van jelen ebben a szövegváltozatban.[9]
- Genpei szeiszuiki (japánul: 源平盛衰記): 48 tekerccsel ezt tekinthetjük a Heike monogatari leghosszabb szövegváltozatának.[10]

## Felépítés
A műben a gunkimonogatarikra jellemző hármas tagoltság figyelhető meg, azonban részletes és kifejező leírásaival kiemelkedik a műfaj korabeli darabjai közül. A cselekmény minél teljesebb kifejtéséhez szükséges előzmények kifejtése után, a Genpei-háborúval harcain keresztül érjük el a végkifejletet.
- Előzmények: 1-5. fejezet – a Taira klán felemelkedésének története, illetve az ellenük meginduló lázadás kezdete.
- Harc: 6-8. fejezet – az országszerte megindult Minamoto-vezette felkelések és az emiatt fővárosból elmenekülő Tairák története.
- Végkifejlet: 9-12. fejezet – a Minamotok hatalomra kerülése, és a Taira klán teljes kiirtása.

## Történet

Csatajelenetek a Heike monogatariból - Google Art Project

A mű cselekménye valós történelmi eseményeken, a XII. századi Taira-Minamoto ellentéten alapul. A Taira szamurájklán felemelkedésének és bukásának kronologikus mintegy feljegyzése mellett, a korabeli társadalom, politika és háborúskodás felől is megrázóan korhű leírást kaphatunk - különös tekintettel az 1177-es tűzvészre, 1180-as tájfunra, az 1181-es országos éhínségre, az 1185-ös földrengésre, illetve a Genpei-háborúra (japánul: 源平合戦) (1180-1185).
A műben három főbb csatajelenet van. Az első az 1184-es Icsi-no-Tani csata (japánul: 一ノ谷), amely a Tairák vereségével ért véget. A második az 1185-ben zajlott jasimai csata, ahol már a Taira klán nem volt képes felvenni a küzdelmet a Minamotókkal a szárazföldi hadszíntéren, így a küzdelem a nyílt vízen folytatódott. A harmadik, egyszersmind a mai napig az egyik leghíresebb japán ütközet, a szintén 1185-ben megvívott dan-no-ura-i (japánul: 壇ノ浦の戦い) ütközet, melyben a Tairák összes hajóját elsüllyesztették, aki a túlélőket pedig szintén kivégezték.

Minamoto no Joritomo (Fudzsivara no Takanobu portréja)

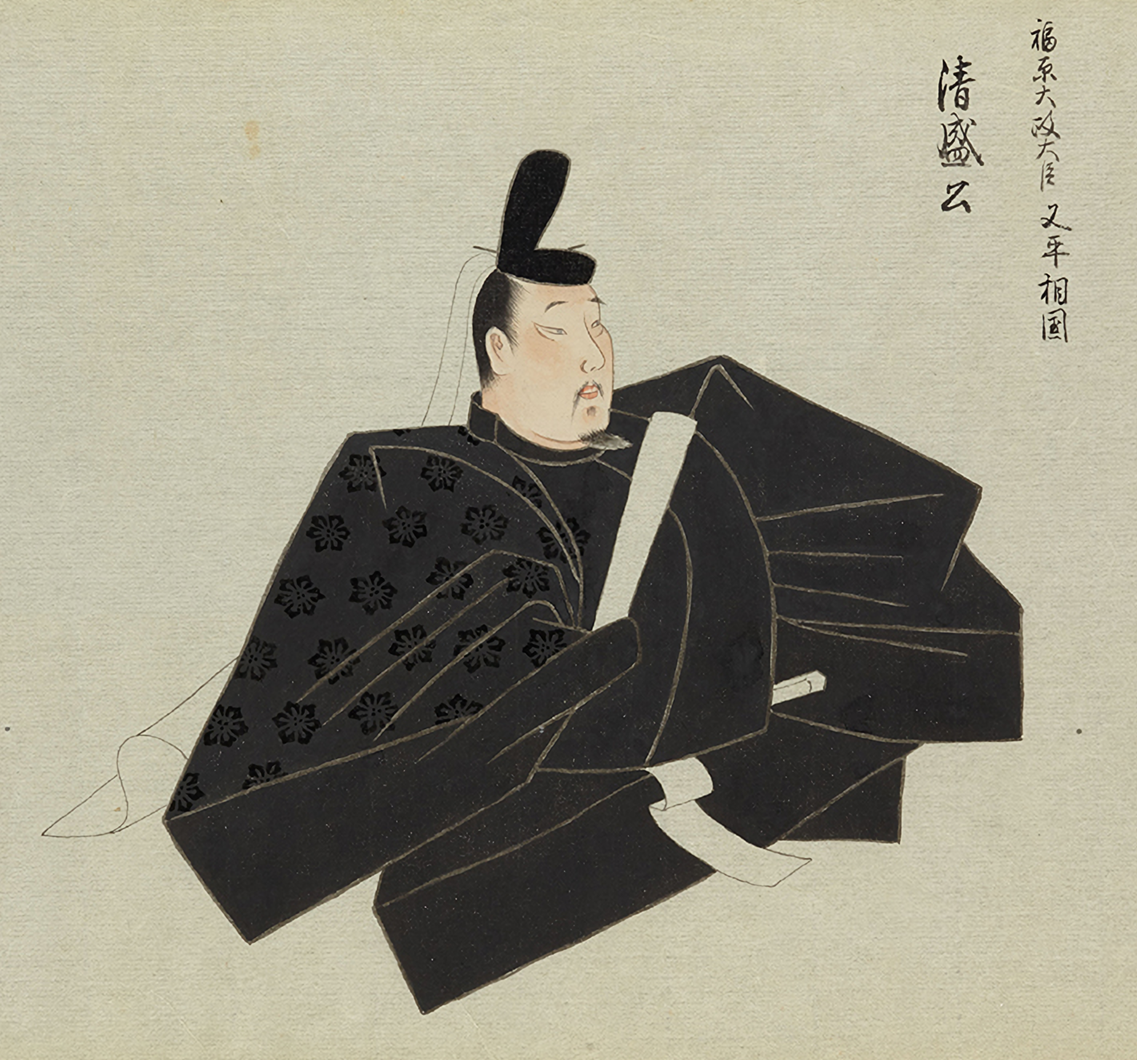
Taira no Kiyomori

 A Taira klán bukásával a család egyeduralma véget ért. A dan-no-ura-i ütközetet követően Go-Sirakava (japánul: 後白河天皇) császár Minamoto no Joritomót (japánul: 源 頼朝) nevezte ki, mint az ország legnagyobb hűbérura. A császár 1192-es halálát követően Joritomo szeitai sóguni kinevezést kap. Korábban ez egy ideiglenes kinevezés volt, és az északi hadakozásoknál a barbárverő hadvezér kapta. Feladata a béke helyreállítása volt, kötelessége teljesítése után pedig lemondott tisztségéről. Joritomo azonban megtartotta tisztségét – ezzel lezárult a japán ókor, és kezdetét vette a Meidzsi-restaurációig (japánul: 明治維新) tartó sóguni hatalom.

## Karakterábrázolás
Sok korabeli történettel ellentétben, a Heike monogatari esetében nem beszélhetünk egyetlen konkrét „főhősről”. A történet központi karaktere a cselekmény fokozatos kibontakozásával változik: míg az „első szakasz” központi alakja Taira no Kijomori (japánul: 平 清盛), a „második szakaszé” pedig Minamoto no (Kiszo) Josinaka (japánul: 源 義仲), addig a „harmadik részben” ezt a szerepet Minamoto no Josicune (japánul: 源 義経) tölti be.
Egyik alak sem a Heian-kori monogatarik hagyományos, idealizált hőse. Taira no Kijomori nem csak a legfelsőbb hatalom megszentségtelenítőjeként, feleségeit és szeretőit egyaránt ridegen kezelő, erkölcstelen férfiként, de egy végletekig elvakult egyeduralkodóként ábrázolja a történet, aki még halálos ágyán is az ellenséges erők vezetőjének fejét kívánta, mintsem a túlvilági békét. A kiotói hadvezért, Minamoto no (Kiszo) Josinakát egy otromba, durva alakként festi meg a szöveg, Minamoto no Josicune pedig már alacsony, sápadt fizikumával sem tekinthető a gunkimonogatarik konvencionális hősi archetípusának.
Mindezek ellenére Taira no Kijomori még a császártól sem riad vissza politikai vitában; Minamoto no (Kiszo) Josinaka sem egyszerű közember, hanem a háború művészetének jártasa, aki mindössze 300 emberével levert egy 6000 lelket számláló sereget, és kész 4 emberével haláláig küzdeni; Minamoto no Josicune pedig éleslátásával és elhatározottságával küzd a csaták végéig kis csapata vezéreként. 
Ez a fajta karakterábrázolás a Heian-kori irodalomban rendkívül formabontónak bizonyult, hiszen ez volt az első alkalom, hogy nem csak idealizált, egysíkú alakokat jelenítettek meg. Noha a Heike Monogatari szereplői egy meglehetősen konzervatív értékrendet vonultatnak fel, ez nemcsak a Heian-, és Kamakura-korszak morális értékeit, de a későbbi korok számára vonzó individualista és energikus stílusát is megjeleníti.

## Későbbi feldolgozások
A Heike monogatari leggyakrabban feldolgozott részletei a mellékszereplőkről szóló különböző epizódok.

### Sunkan 俊寛
Közkedvelt epizód az 1177-es Sisigatani-ügy (japánul: 鹿ケ谷事件 / 鹿ケ谷の陰謀) következményeként száműzött Sunkan (japánul: 俊寛) szerzetes története, akit két társával együtt Kikai-ga-sima (japánul: 鬼界島) szigetére száműztek. Évekig tartó számkivetettség után két társa kegyelmet kapott, Sunkan azonban, minden könyörgése ellenére, élete végéig a szigeten maradt. Ezt a történetet dolgozza fel a Kikaigasima című nódarab, kabuki- illetve bunraku-előadás is.

### Taira no Acumori 平 敦盛
Egy másik közkedvelt, különböző műfajokban is feldolgozott epizód Taira no Acumori (japánul: 平 敦盛) története. A hagyomány szerint az 1184-es ichi-no-tani vereség után a Taira harcosok szétszéledve menekültek. Egy Kumagai no Dzsiró Naozone (japánul: 熊谷 次郎 直実) nevű Minamoto katona észrevett egy menekülni készülő Taira harcost, akit aztán kihívott egy párbajra. A küzdelemben Naozone letaszította a kimerült Acumorit a lováról és mielőtt lesújtani készült, levette ellenfele sisakját. Ekkor látta csak meg, hogy ellenfele nem több egy 16 éves fiatal fiúnál, aki éppen olyan idős, mint tulajdon gyermeke, aki szintén megsérült egy csatában. S bár Naozone úgy döntött megkíméli ellenfele életét, a többi Minamoto katona közeledte miatt mindenképp meg kellett ölnie a fiút. Később, a lefejezett Acumorinál találtak egy furulyát, amelyet még Toba császár (japánul: 鳥羽天皇) adományozott a nagyapjának – innen tudták meg, hogy egy magasrangú hivatalnok fia volt.

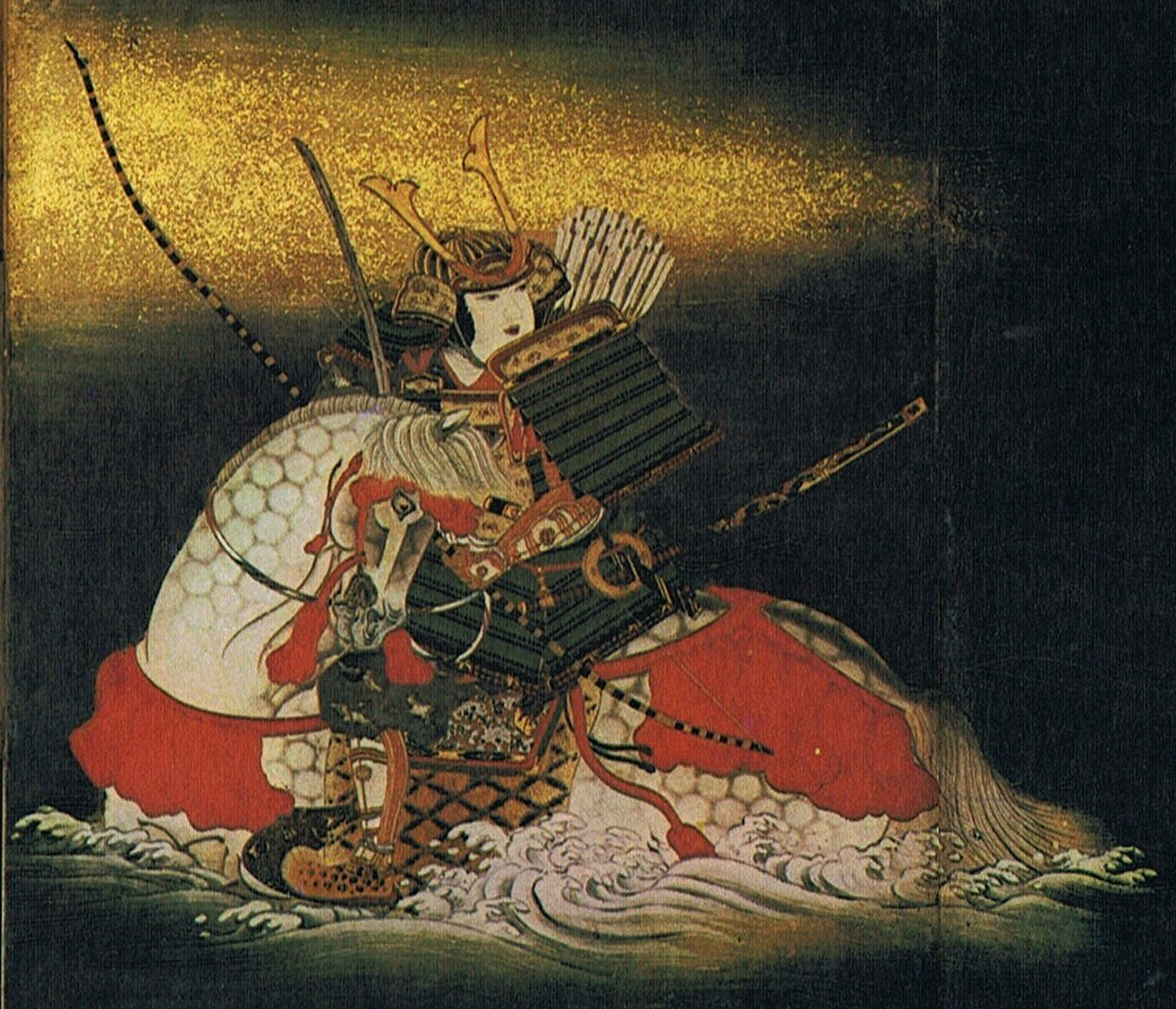
Taira no Acumori lóháton menekül az icsi-no-tani ütközet után.

A nódarab cselekménye e történet után játszódik. Miután végzett Acumorival, Naozane, a csatározás után érzett bűntudattól megsemmisülten, a Renszei (japánul: 蓮生) papi nevet felvéve elfordul a materiális világtól és szerzetesnek áll. Amikor Renszei visszatér az icsi-no-tani vérmezőre Acumori lelki üdvéért imádkozni, furulyahangra kaszáló napszámosokkal találkozik. A szerzetes beszédbe elegyedik velük, egyikük pedig elmeséli a furulya történetét, aminek mind hangja, mind szimbolikája végig kíséri a darabot.
A mesélő férfi elmondja a gyanakvó Renszeinek, hogy kapcsolatban áll Acumorival, s arra kéri a szerzetest, hogy imádkozza Amitábha Buddha szútráját tízszer a fiatal harcos érdekében. Amikor Renszei Tathágata Buddha szútráját kezdi mormolni, a kaszáló napszámos azt sejteti, hogy ő maga Acumori szelleme, és köddé válik.
Az éjszaka folyamán Acumori szelleme megjelenik az érte imádkozó Renszei előtt. Bár Acumori utolsó megélt napjának öltözékében jelenik meg, nem ártó szándékkal érkezik – hálával fordul az imádkozva gyászoló Renszei felé, akiben igaz barátra lelt. 
Acumori ezután elmeséli a Taira klán 1183-as menekülését Kiotóból és családjának történetét, egészen annak elkerülhetetlen bukásáig. Felidézi élete utolsó estéjét, az icsi-no-tani ütközet előtti Taira tábori mulatozást, és a Naozanével való összecsapását, amiben életét vesztette. Végül Acumori szelleme elbúcsúzik, még utoljára azt kérve Renszeitől, hogy imádkozzon a lelkéért.